# Michael Wright (ciclista)
Michael Wright (Bishop Statford, 25 de abril de 1941), es un exciclista inglés, profesional entre 1962 y 1976, cuyos mayores éxitos deportivos los logró en el Tour de Francia donde se impuso en 3 etapas, y en la Vuelta a España donde obtuvo 4 victorias de etapa.

## Palmarés
| 1962 - Grand Prix du Brabant Wallon 1963 - Hoegaarden 1964 - Tour de Condroz - G.P. de Denain - Critéruim de Visé - Bruselas-Nandrin - 1 etapa en el Tour du Nord 1965 - 1 etapa en el Tour de Francia - Hoeilaart-Diest-Hoeilaart - Critérium de Londres 1966 - Bruselas-Verviers 1967 - 1 etapa en el Tour de Francia - Vaux Grand Prix - Grand Prix de Pamel | 1968 - 2 etapas en la Vuelta a España - 1 etapa en el Tour de Luxemburgo - Flèche Hesbignonne - Critérium d'Hasselt 1969 - 2 etapas en la Vuelta a España - 1 etapa en la Vuelta al País Vasco - 2 etapas en el Tour du Nord - Tour de Condroz 1970 - 1 etapa en la Volta a Cataluña 1973 - 1 etapa en el Tour de Francia 1974 - Circuit du Port de Dunkerque 1976 - Circuit de Niel |

### Resultados en el Tour de Francia
- 1964. 56.º de la clasificación general
- 1965. 24.º de la clasificación general. Vencedor de una etapa
- 1967. Abandona (11a etapa). Vencedor de una etapa
- 1968. 28.º de la clasificación general
- 1969. 71.º de la clasificación general
- 1972. 55.º de la clasificación general
- 1973. 57.º de la clasificación general. Vencedor de una etapa
- 1974. 57.º de la clasificación general

### Resultados en la Vuelta a España
- 1968. 14 º de la clasificación general. Vencedor de 2 etapas
- 1969. 5 º de la clasificación general. Vencedor de 2 etapas
- 1970. 39.º de la clasificación general